# 55112 Mariangela
55112 Mariangela este un asteroid din centura principală de asteroizi.

## Descriere
55112 Mariangela este un asteroid din centura principală de asteroizi. A fost descoperit pe 28 august 2001 la Piera de Joan Guarro i Fló. Asteroidul prezintă o orbită caracterizată de o semiaxă mare de 2,97 ua, o excentricitate de 0,12 și o înclinație de 10,6° în raport cu ecliptica.